# Peter König (Philosoph)
Peter König (* 7. Juni 1956) ist ein deutscher Professor für Philosophie an der Ruprecht-Karls-Universität Heidelberg. Forschungsschwerpunkte sind die Philosophie der Aufklärung, der Deutsche Idealismus, die Praktische Philosophie, Kulturphilosophie und die Methodenlehre der Philosophie.

## Leben
Peter König studierte 1976 bis 1986 Philosophie, Literaturwissenschaft, Linguistik und Musikwissenschaft an der Universität in Heidelberg. 1988/1989 studierte er an der Universität Pisa. 1990 bis 1995 war er Wissenschaftlicher Angestellter am Philosophischen Seminar der Heidelberger Universität. König promovierte 1991 zum Thema Autonomie und Autokratie: über Kants Metaphysik der Sitten und erhielt hierfür 1992 den Ruprecht-Karls-Preis. Von 1995 bis 2000 war er Wissenschaftlicher Angestellter bei einem Forschungsprojekt der Deutschen Forschungsgemeinschaft und habilitierte sich währenddessen 1998. 2001 bis 2003 war er bei der Heidelberger Akademie der Wissenschaften im Zusammenhang mit der Bearbeitung des Deutschen Rechtswörterbuches angestellt. 2005 wurde er als außerplanmäßiger Professor der Universität Heidelberg berufen. 2007 erhielt er ein Thyssen-Forschungsstipendium am Literaturarchiv in Marbach am Neckar. 2007/2008 nahm er an der Ruprecht-Karls-Universität in Heidelberg eine Professorenvertretungsstelle ein und wurde 2008 DAAD-Gastprofessor an der Universität von San Carlo in Cebu City.

## Veröffentlichungen (Auswahl)
- Peter König: Giambattista Vico. Beck’sche Reihe, 2005, ISBN 978-3-406-52809-5
- Peter König: Autonomie und Autokratie: über Kants Metaphysik der Sitten. Verlag Walter de Gruyter, Berlin/New York 1994, ISBN 3-11-014302-X